# 北京长峰医院火灾
北京长峰医院火灾，官方名称北京长峰医院重大火灾事故，是于2023年4月18日中午12时57分发生在中华人民共和国北京市丰台区长峰医院住院部东楼的火灾，事故造成29人死亡。经调查，火灾由违规施工引起。该起火灾是近年来北京市死亡人数最多的火灾之一，超过2017年北京大兴“11·18”火灾和2002年蓝极速网吧纵火案。

## 背景与起因
1980年代初，北京长峰医院由解放军总医院的一批老教授组建而成，现为二级综合医院，也是北京市医保定点医院，占地面积超过两万平方米。
2023年2月27日，事发两个月前，北京长峰医院的微信公众号曾发布过《防风险、除隐患、保平安——北京长峰医院严格落实火灾防控措施》的文章。目前，该文章已被删除。
经初步调查，事故系医院住院部内部改造施工作业过程中，产生的火花引燃现场可燃涂料的挥发物所致。

## 经过及救治情况
2023年4月18日中午12时57分，长峰医院住院部东楼发生火情。13时33分，现场明火被扑灭。15时30分，现场救援工作结束，共疏散转移患者71人。截至4月19日6时，在院治疗39人，出院3人，遇难29人；遇难人员中包括住院患者26人、患者家属1人、护工1人、护士1人。截至4月21日14时，在院治疗伤病员39人。其中，危重4人、重症17人、病情平稳18人，危重及重症伤者分散到安贞医院、协和医院、天坛医院、宣武医院、解放军总医院、电力医院、丰台医院等医院救治。
事发后，長峰醫院停診，包括长峰医院院长王某玲、副院长汪某、总务科主任王某阳，施工公司负责人王某峰、现场施工人员程某君在内的12人，因涉嫌重大责任事故罪被刑事拘留。
4月18日火灾发生后，中共北京市委书记尹力，中共北京市委副书记、北京市市长殷勇赶赴现场指挥火灾扑救、伤员救治工作，召开现场会调度善后处理等工作，随后分别前往救治伤员医院，看望慰问受伤人员，当晚召开会议调度后续处置工作。

## 各方反应
全国中小企业股份转让系统有限责任公司4月19日发布公告称，北京长峰医院股份有限公司因发生重大风险事件，且未向公司申请停牌，根据《全国中小企业股份转让系统挂牌公司股票停复牌业务实施细则》等相关规定，决定自当日起对其股票实施停牌。同日，中国非公立医疗机构协会决定取消北京长峰医院会员会籍。
4月19日，北京市召开全市领导干部会议。中共中央政治局委员、中共北京市委书记尹力表示，此次火灾事故给人民群众生命财产安全造成巨大损失，令人痛心，教训深刻；要坚决贯彻落实中共中央要求，细致稳妥做好火灾善后工作，并全面开展全市安全生产隐患大排查大整治。
4月21日，北京市成立“4·18”火灾事故调查组，並对事故原因进行调查。同時国务院安委会决定对该事故实行挂牌督办，并派员参与，帮助指导北京市调查组工作。
5月6日，中華人民共和國最高人民檢察院對長峰醫院火災事故進行掛牌督辦。

## 调查处理
2023年10月25日，中国国务院事故调查组调查认定，这是一起因事发医院违法违规实施改造工程、施工安全管理不力、日常管理混乱、火灾隐患长期存在，施工单位违规作业、现场安全管理缺失，加之应急处置不力，地方党委政府和有关部门职责不落实而导致的重大生产安全责任事故。事故直接原因是现场施工单位违规进行自流平地面施工和门框安装切割交叉作业，环氧树脂底涂材料中的易燃易爆成分挥发、形成爆炸性气体混合物，遇角磨机切割金属净化板产生的火花发生爆燃；引燃现场附近可燃物，产生的明火及高温烟气引燃楼内木质装修材料，部分防火分隔未发挥作用，固定消防设施失效，致使火势扩大、大量烟气蔓延；加之初期处置不力，未能有效组织高楼层患者疏散转移，造成重大人员伤亡。
北京长峰医院股份有限公司法定代表人汪文杰、北京长峰医院院长王晓玲及施工方中源信诚（北京）建筑装饰有限公司法定代表人王伟峰等20人涉嫌重大责任事故罪，被公安机关立案侦查，其中19人已被检察机关批准逮捕；41名公职人员被处分。中共北京市委常委、副市长靳伟（分管卫生健康工作）被政务警告。

## 争议
在官方媒体发布通稿之前，这起事故在发生后八小时之内没有任何媒体报道或社交网络消息流传，因此引发关于新闻自由和社交网络审查的广泛议论。

### 消息封锁
这起事故发生于4月18日的午间1时许，但直至当日晚9时官方媒体《北京日报》发布通报之前，火灾的消息一直不为公众所知。在事故发生后的约8小时之内，不仅没有任何媒体报道，甚至没有消息在社交网络中流传。有媒体从业者猜测这是偶发情形，但也有人将其归咎于例行性的新闻审查「禁令」或是能将社交网络中的消息扼杀于萌芽的严密审查机制。